# Iso Automóveis
A Iso foi uma fábrica italiana, fundada por Renzo Rivolta, que iniciou suas atividades nos anos 30, dedicada à produção de refrigeradores. Nessa época ela era conhecida como Isothermos. Após a Segunda Guerra, a empresa dedicou-se à produção de motocicletas, scooters e triciclos de carga.
Esse caminho levou ao projeto da Isetta, em 1952, um revolucionário veículo com forma de gota de chuva, porta única frontal e equipado com motor dois tempos de 236cc. A Isetta era um automóvel de baixo custo e com performance adequada para sua época. Ela alcançava até 80 km/h e fazia 25 km por litro de gasolina.
Em 1955, a Iso Automotoveicoli concedeu licença para que a BMW, na Alemanha, e a Romi, no Brasil, produzissem versões da Isetta. Ela também foi produzida na Espanha, Inglaterra e em outros países. Sua produção na Itália foi encerrada em 1955, mas continuou sendo produzida por empresas licenciadas até 1964.
No Brasil, de 1956 a 1961, foram fabricadas cerca de três mil unidades da Romi Isetta, sendo este o primeiro automóvel de fabricação nacional. Muitos desses carros ainda hoje permanecem em boas condições em museus ou nas mãos de colecionadores.
Após a experiência com a Isetta, a Iso se dedicou à produção de supercarros, equipando-os com motores de oito cilindros em V com mais de 5 litros de capacidade cúbica, de origem norte-americana. Neste período surgiram os Iso Rivolta, Grifo, Fidia, Lèle e outros, todos desenhados pelo conhecido designer Bertone. Em 1966, com o falecimento de Renzo, a empresa passou a ser dirigida por Piero, seu filho. No início dos anos 70, a empresa investiu numa escuderia de Fórmula Um, tendo obtido relativo êxito. Na mesma década, com a crise do petróleo, o mercado de supercarros se reduziu, levando a empresa a enfrentar dificuldades financeiras. Chegou-se a cogitar a produção de uma "Nuova Isetta", projeto que não se concretizou. A Iso encerrou a produção de automóveis na primeira metade daquela década. Nos anos seguintes, a Iso produziu diferentes modelos de chassis para ônibus. No início da década de 1990, a empresa apresentou o protótipo do um novo Iso Grifo. Atualmente, a empresa, dirigida por Piero Rivolta, dedica-se a várias atividades industriais e comerciais, incluindo a produção de barcos a vela e a motor, e de um miniveículo urbano, o Isigò.